# Schidnyzja
Schidnyzja (ukrainisch Східниця; russisch Сходница/Skodniza, polnisch Schodnica) ist eine Siedlung städtischen Typs in der Oblast Lwiw im Westen der Ukraine.

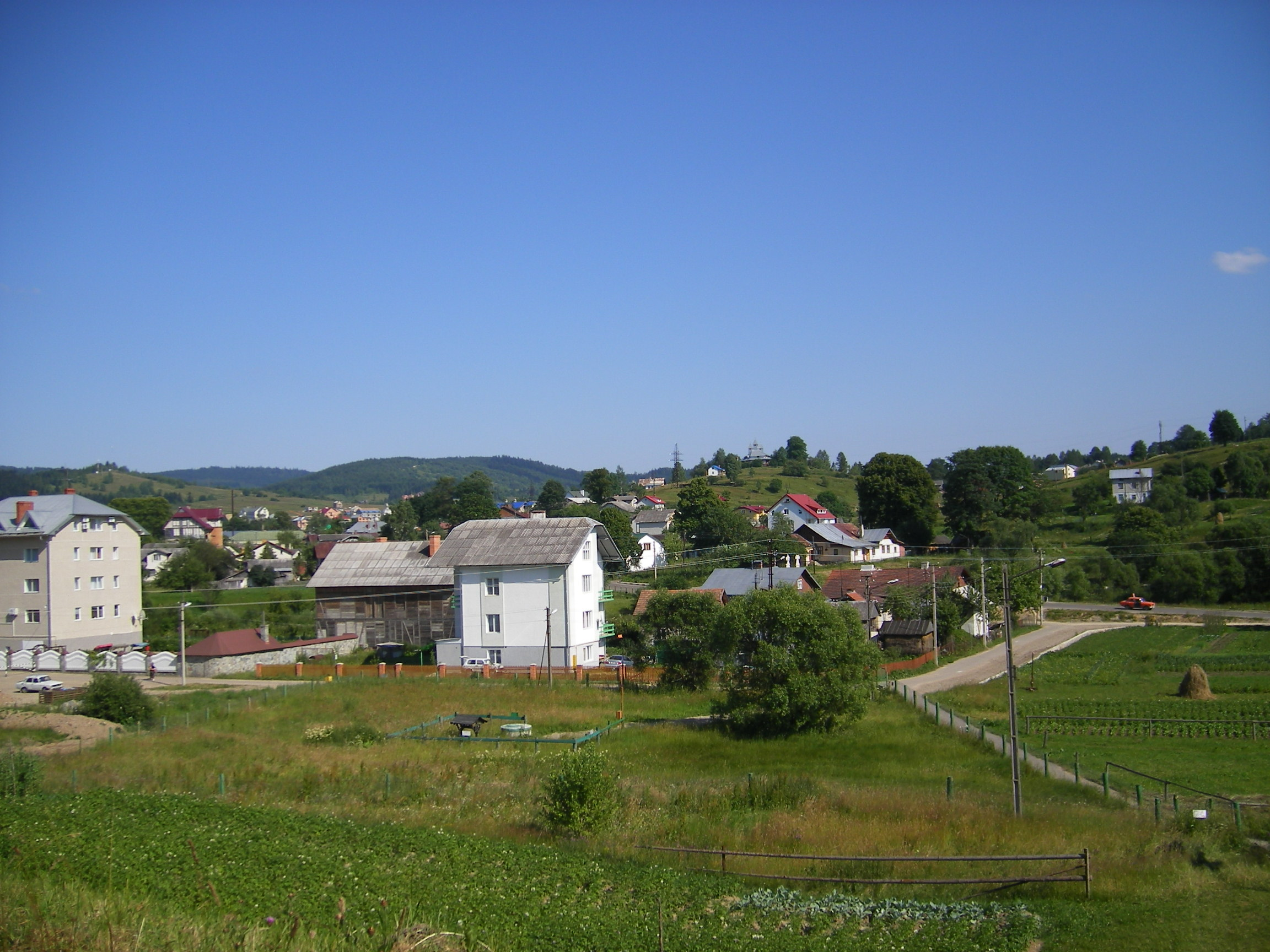
Blick auf den Ort

Die Siedlung ist etwa 60 Kilometer südwestlich von Lemberg und etwa 12 Kilometer südwestlich des der Stadt Boryslaw am Flüsschen Schidnytschanka gelegen.
Am 12. Juni 2020 wurde die Siedlung zum Zentrum der neu gegründeten Siedlungsgemeinde Schidnyzja (Східницька селищна громада/Schidnyzka selyschtschna hromada). Zu dieser zählen auch die Siedlung städtischen Typs Pidbusch sowie die 20 in der untenstehenden Tabelle aufgelistetenen Dörfer; bis dahin gehörte die Siedlung zur Stadtratsgemeinde Boryslaw.
Folgende Orte sind neben dem Hauptort Schidnyzja Teil der Gemeinde:
| Name                     | Name             | Name                               | Name            |
| ukrainisch transkribiert | ukrainisch       | russisch                           | polnisch        |
| ------------------------ | ---------------- | ---------------------------------- | --------------- |
| Bystryzja-Hirska         | Бистриця-Гірська | Быстрица (Bystriza)                | Bystrzyca       |
| Dowhe                    | Довге            | Долгое (Dolgoje)                   | Dołhe Podbuskie |
| Holowske                 | Головське        | Головское (Golowskoje)             | Hołowsko        |
| Huta                     | Гута             | Гута (Guta)                        | Huta            |
| Korytyschtsche           | Коритище         | Корытище (Korytischtsche)          | Korytyszcze     |
| Kryntjata                | Кринтята         | Кринтята (Krintjata)               | Kręciata        |
| Lastiwka                 | Ластівка         | Ластовка (Lastowka)                | Łastówki        |
| Majdan                   | Майдан           | Майдан (Maidan)                    | Majdan          |
| Nowyj Kropywynyk         | Новий Кропивник  | Новый Крапивник (Nowy Krapiwnik)   | Kropiwnik Nowy  |
| Opaka                    | Опака            | Опака                              | Opaka           |
| Pereprostynja            | Перепростиня     | Перепростыня                       | Pereprostyna    |
| Pidbusch                 | Підбуж           | Подбуж (Podbusch)                  | Podbuż          |
| Pidsuche                 | Підсухе          | Подсухое (Podsuchoje)              | Podsuche        |
| Rybnyk                   | Рибник           | Рыбник (Rybnik)                    | Rybnik          |
| Salokot                  | Залокоть         | Залокоть                           | Załokieć        |
| Schdaniwka               | Жданівка         | Ждановка (Schdanowka)              | Zdzianna        |
| Smilna                   | Смільна          | Смольная (Smolnaja)                | Smólna, Smolna  |
| Staryj Kropywnyk         | Старий Кропивник | Старый Крапивник (Stary Krapiwnik) | Kropiwnik Stary |
| Storona                  | Сторона          | Сторона                            | Stronna         |
| Subryzja                 | Зубриця          | Зубрица (Subriza)                  | Zubrzyca        |
| Swydnyk                  | Свидник          | Свидник (Swidnik)                  | Świdnik         |

## Geschichte
Der Ort wurde zum ersten Mal im 16. Jahrhundert schriftlich erwähnt und lag zunächst in Polen, kam 1772 als Schodnica zum österreichischen Galizien und war von 1918 bis 1939 ein Teil der Polnischen Republik (im Powiat Drohobycz, Woiwodschaft Lwów). Nach dem Ende des Zweiten Weltkrieges fiel der Ort an die Sowjetunion, seit 1991 ist er Teil der heutigen Ukraine. 1940/1944  erhielt das nunmehr Skodniza/Schidnyzja genannte Dorf den Status einer Siedlung städtischen Typs.
Die Geschichte des Ortes ist stark durch den Fund von Mineral- und Ölwachs im Jahre 1858 geprägt, nach dem Fund kamen Unternehmen aus Deutschland, Frankreich, Belgien, England und den USA in den Ort und der industrielle Abbau begann, 1898 gab es im Ort bereits 373 Ölförderbrunnen.

## Synagoge

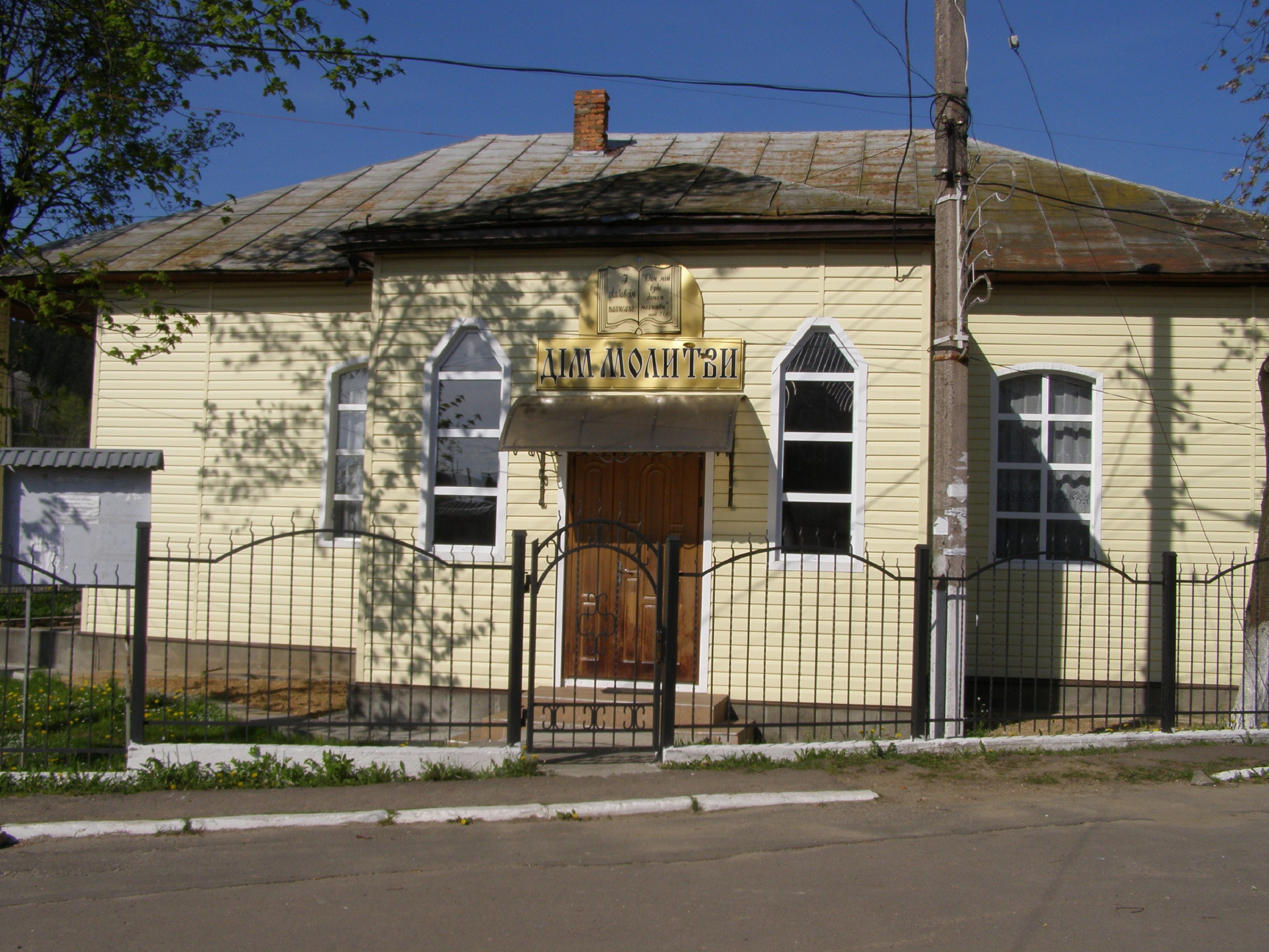
Holzsynagoge

In  Schidnyzja steht die einzige bekannte  Holzsynagoge der Ukraine, die im Zweiten Weltkrieg nicht zerstört wurde. Sie ist im späten 19. Jahrhundert erbaut worden. Das einfache Bauwerk hat 12 Fenster und wurde bis zum deutschen Einmarsch als Synagoge genutzt.

## Persönlichkeiten
- Leon Thorn (1906–1978), österreichisch-polnisch-US-amerikanischer Rabbiner und Schriftsteller